# Coccoloba escuintlensis
Coccoloba escuintlensis är en slideväxtart som beskrevs av Cyrus Longworth Lundell. Coccoloba escuintlensis ingår i släktet Coccoloba och familjen slideväxter. Inga underarter finns listade i Catalogue of Life.